# Walter Bahr
Walter Bahr   (Filadèlfia, 1 d'abril de 1927 - Boalsburg, 18 de juny de 2018) fou un futbolista estatunidenc de les dècades de 1940 i 1950 i entrenador.
És considerat un dels futbolistes més importants de la història del futbol al país. Fou 19 cops internacional amb els Estats Units, amb la qual participà en el Mundial de 1950.
Pel que fa a clubs, jugà a Philadelphia Nationals, Montréal Hakoah FC (1953) i Montreal Sparta, entre d'altres.
Trajectòria com a entrenador:
- 1969–1970: Philadelphia Spartans
- 1970–1973: Temple Owls
- 1974–1988: Penn State Nittany Lions